# Galium estebanii
Galium estebanii là một loài thực vật có hoa trong họ Thiến thảo. Loài này được Sennen mô tả khoa học đầu tiên năm 1936.